# Gordurinha
Waldeck Artur de Macedo, né à Salvador le 10 août 1922 et mort à Rio de Janeiro le 16 janvier 1969, mieux connu sous son nom de scène Gordurinha, était un comédien, compositeur, animateur de radio et chanteur brésilien,.

## Carrière
Il a également travaillé dans le théâtre et fait des tournées à travers le pays. Sa renommée de comédien relègue au second plan son talent de compositeur. Gordurinha tente sa chance à Rio de Janeiro dans les années 40. Sans succès, il retourne à Salvador et, en 1952, revient à Rio et rejoint Rádio Nacional. Durant cette période, il enregistre les cinq albums de sa carrière, avec des chansons au contenu humoristique. Avant sa mort, il a commencé à enregistrer des albums avec des messages plus directs et interventionnistes, tous liés aux réalités de la vie.
Il a reçu le surnom de Gordurinha lorsqu'il travaillait dans le cirque de Joval Rios. Un maître de cirque qui a vu Gordurinha en pleine crise d'asthme et sans chemise, d'où Gordurinha, en raison de son extrême maigreur.

## Succès musicaux
Parmi ses plus grands succès figurent "Mambo da Cantareira", dans lequel il critique le transport maritime effectué à cette époque dans la baie de Guanabara, "Chiclete com Banana",  "Súplica Cearense", "Baiano Burro Nasce Morto", "Baiano Não É Palhaço", "Orora Analfabeta", "Mambo da Cantareira" et "Vendeur de crabe",. Certaines de ses chansons furent réenregistrées après sa mort avec beaucoup de succès, comme "Chiclete com Banana" par Gilberto Gil, et "Vendedor de Caranguejo" par plusieurs noms de MPB, comme Gilberto Gil et Clara Nunes,.

## Hommage
En 2019, la radio du Sénat fédéral a consacré une émission spéciale au 50e anniversaire de la mort du compositeur.